# Comesoma heterosetosum
Comesoma heterosetosum är en rundmaskart som beskrevs av Gerlach 1955. Comesoma heterosetosum ingår i släktet Comesoma och familjen Comesomatidae. Inga underarter finns listade i Catalogue of Life.